# Уран-232
Уран-232 (англ. uranium-232) — радіоактивний нуклід хімічного елемента урану з атомним номером 92 і масовим числом 232. Завдяки довгому ланцюгу розпаду і більшому, ніж у більшості інших ізотопів, питомому енерговиділенню, уран-232 є перспективним нуклідом для застосування в радіоізотопних джерелах енергії.
Активність одного грама цього нукліда становить приблизно 827,38 ГБК.

## Утворення і розпад
Уран-232 утворюється в результаті наступних розпадів:
- β+-розпад нукліда 232Np (період напіврозпаду становить 14,7(3)[1] хв.):

{\displaystyle \mathrm {^{232}_{93}Np} \rightarrow \mathrm {~_{92}^{232}U} +e^{+}+{\nu }_{e};}
- β−-розпад нукліда 232Pa (період напіврозпаду становить 1,31(2)[1] діб):

{\displaystyle \mathrm {^{234}_{91}Pa} \rightarrow \mathrm {^{234}_{92}U} +e^{-}+{\bar {\nu }}_{e};}
- α-розпад нукліда 236Pu (період напіврозпаду становить 2,858(8)[1] року):

{\displaystyle \mathrm {^{236}_{94}Pu} \rightarrow \mathrm {^{232}_{92}U} +\mathrm {^{4}_{2}He} .}
Розпад урану-232 відбувається за такими напрямами:
- α-розпад в 228Th (ймовірність 100 %[1], енергія розпаду 5 413,63(9) кеВ[2]):

{\displaystyle \mathrm {^{232}_{92}U} \rightarrow \mathrm {^{228}_{90}Th} +\mathrm {^{4}_{2}He} ;}
енергія випускаємих α-частинок 5 263,36 кеВ (в 31,55 % випадків) и 5 320,12 кеВ (в 68,15 % випадків).
- Спонтанний поділ (ймовірність менше 1× 10−12 %)[1];
- Кластерний розпад з утворенням нукліда 28Mg (ймовірність розпаду менше 5× 10−12 %)[1]:

{\displaystyle \mathrm {^{232}_{92}U} \rightarrow \mathrm {^{204}_{80}Hg} +\mathrm {^{28}_{12}Mg} ;}
- Кластерний розпад з утворенням нукліда 24Ne (ймовірність розпаду 8,9(7)× 10−10 %)[1]:

{\displaystyle \mathrm {^{232}_{92}U} \rightarrow \mathrm {^{208}_{82}Pb} +\mathrm {^{24}_{10}Ne} .}

## Отримання
Уран-232 утворюється як побічний продукт при напрацюванні урану-233 шляхом бомбардування нейтронами торію-232. Поряд з реакцією утворення урану-233, в торієвому паливі, що опромінюється відбуваються такі побічні реакції:
{\displaystyle \mathrm {^{232}_{90}Th} (n,\gamma )\rightarrow \mathrm {^{233}_{90}Th} {\xrightarrow[{22,3\ min}]{\beta ^{-}\ 1,243\ MeV}}\mathrm {^{233}_{91}Pa} {\xrightarrow[{26,967\ d}]{\beta ^{-}\ 0,5701\ MeV}}\mathrm {^{233}_{92}U} (n,2n)\rightarrow \mathrm {^{232}_{92}U} ;}
{\displaystyle \mathrm {^{232}_{90}Th} (n,\gamma )\rightarrow \mathrm {^{233}_{90}Th} {\xrightarrow[{22,3\ min}]{\beta ^{-}\ 1,243\ MeV}}\mathrm {^{233}_{91}Pa} (n,2n)\rightarrow \mathrm {^{232}_{91}Pa} {\xrightarrow[{1,31\ d}]{\beta ^{-}\ 1,337\ MeV}}\mathrm {^{232}_{92}U} ;}
{\displaystyle \mathrm {^{232}_{90}Th} (n,2n)\rightarrow \mathrm {^{231}_{90}Th} {\xrightarrow[{25,52\ h}]{\beta ^{-}\ 0,3916\ MeV}}\mathrm {^{231}_{91}Pa} (n,\gamma )\rightarrow \mathrm {^{232}_{91}Pa} {\xrightarrow[{1,31\ d}]{\beta ^{-}\ 1,337\ MeV}}\mathrm {^{232}_{92}U} .}
З огляду на те, що ефективний перетин реакцій (n, 2n) для теплових нейтронів мал, вихід урану-232 залежить від наявності значної кількості швидких нейтронів (з енергією не менше 6 МеВ).
Якщо в торієвому паливі присутній в значних кількостях нуклід торій-230, то утворення урану-232 доповнюється наступною реакцією, що йде з тепловими нейтронами:
{\displaystyle \mathrm {^{230}_{90}Th} +_{0}^{1}n\rightarrow \mathrm {^{231}_{90}Th} {\xrightarrow[{25,52\ h}]{\beta ^{-}\ 0,3916\ MeV}}\mathrm {^{231}_{91}Pa} (n,\gamma )\rightarrow \mathrm {^{232}_{91}Pa} {\xrightarrow[{1,31\ d}]{\beta ^{-}\ 1,337\ MeV}}\mathrm {^{232}_{92}U} .}
Так як наявність урану-232 в опроміненому паливі ускладнює безпеку роботи з ним (див. розділ «Застосування»), для зниження утворення урану-232 необхідно використовувати торієве паливо з мінімальною концентрацією торію-230 .

## Застосування
Уран-232 є родоначальником довгого ланцюжка розпаду, в який входять нукліди-випромінювачі жорстких гамма-квантів :
232U (α; 68,9 року)
228Th (α; 1,9 року)
224Ra (α; 3,6 доби; випускає γ-квант 0,24 МеВ в 4,10% випадків розпаду)
220Rn (α; 56 с; γ 0,55 МеВ, 0,114%)
216Po (α; 0,15 с)
212Pb (β-; 10,64 години)
212Bi (α; 61 с; γ 0,73 МеВ, 6,67%; γ 1,62 МеВ, 1,47%)
208Tl (β-; 3 хв; γ 2,6 МеВ, 99,16%; γ 0,58 МеВ, 84,5%)
208Pb (стабільний)
Швидка послідовність розпадів, що починаються з радію-224, супроводжується значною кількістю гамма-випромінювання, при цьому близько 85% всієї енергії гамма-випромінювання утворюється при розпаді талію-208, що випромінює переважно гамма-кванти з енергією 2,6 МеВ . Дана особливість призводить до того, що наявність урану-232 як домішки до урану-233 є вкрай небажаним, утруднюючи безпеку роботи з ним.
З іншого боку, високе питоме енерговиділення робить цей нуклід надзвичайно перспективним для використання в радіоізотопних джерелах енергії.